# Pompki na poręczach

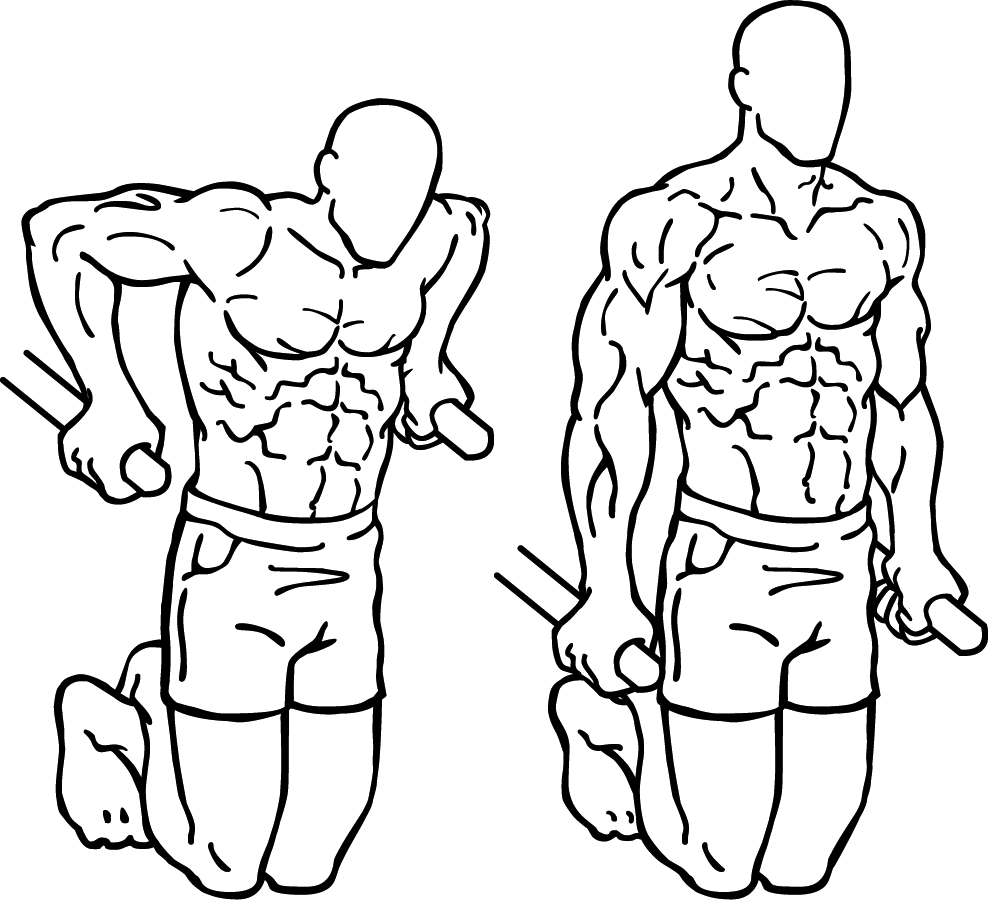
Pompki na poręczach

Uginanie i prostowanie ramion na poręczach, pompki na poręczach, też pompki szwedzkie, dipy – ćwiczenie fizyczne angażujące mięsień trójgłowy ramienia (triceps) oraz mięśnie klatki piersiowej.